# 亭林站
亭林站为金山线上的一个车站，位于上海市金山区经一路东侧，靠近南亭公路。本站不办理货运业务。
该站未来还有南枫线经过，规划将设置联络线。南枫线车站计划2025年底完成主体结构，2027年底竣工。

## 车站结构

### 站房
亭林站站房为侧式站房，面积2000平方米。站房设有一座候车室、一个售票厅，但售票系统设在候车室内而不在预定的售票厅内；进站口设在车站正门，进站后即是安检处，旅客需接受安检才能被允许进站；安检左侧是候车处、卫生间和实际上的售票处，设有两台自动售票机。服务中心设在候车室中央，提供交通卡充值、问询等服务。进出站闸机则各设在问讯处两侧。
- 亭林站候车室
- 亭林站候车区
- 亭林站地下通道

### 股道
亭林站有4条股道，均为金山城际铁路所用，2条为侧线；中间设有2条正线，系金山正线。
| 侧式站台 |                                     |
| 1站台    | 金山铁路 往上海南方向（叶榭站）     |
| 通过线   | 金山铁路上行列车通过线              |
| 通过线   | 金山铁路下行列车通过线              |
| 2站台    | 金山铁路 往金山卫方向（金山园区站） |
| 侧式站台 |                                     |

## 接驳公交
| 铁路亭林站 | 铁路亭林站     | 铁路亭林站 | 铁路亭林站           | 铁路亭林站        |
| 编号       | 路线           | 路线       | 路线                 | 备注              |
| ---------- | -------------- | ---------- | -------------------- | ----------------- |
| 南金线     | 朱泾汽车站     | ⇆          | 南桥汽车站           |                   |
| 浦卫线     | 石化汽车站     | ⇆          | 塘桥新路公交枢纽站   |                   |
| 莲亭专线   | 铁路亭林站     | ⇆          | 莲花路地铁站(北广场) |                   |
| 亭林3路    | 金山铁路亭林站 | ⇆          | 亭林汽车站           | 原金山社区巴士1路 |